# Mikroregion Moštěnka
Mikroregion Moštěnka je svazek obcí v okresu Hodonín, jeho sídlem jsou Hýsly a jeho cílem je regionální rozvoj obecně, cestovní ruch a životní prostředí. Sdružuje celkem 4 obce a byl založen v roce 1999.

## Obce sdružené v mikroregionu
- Hýsly
- Čeložnice
- Moravany
- Kostelec